# Old Man of the Mountain

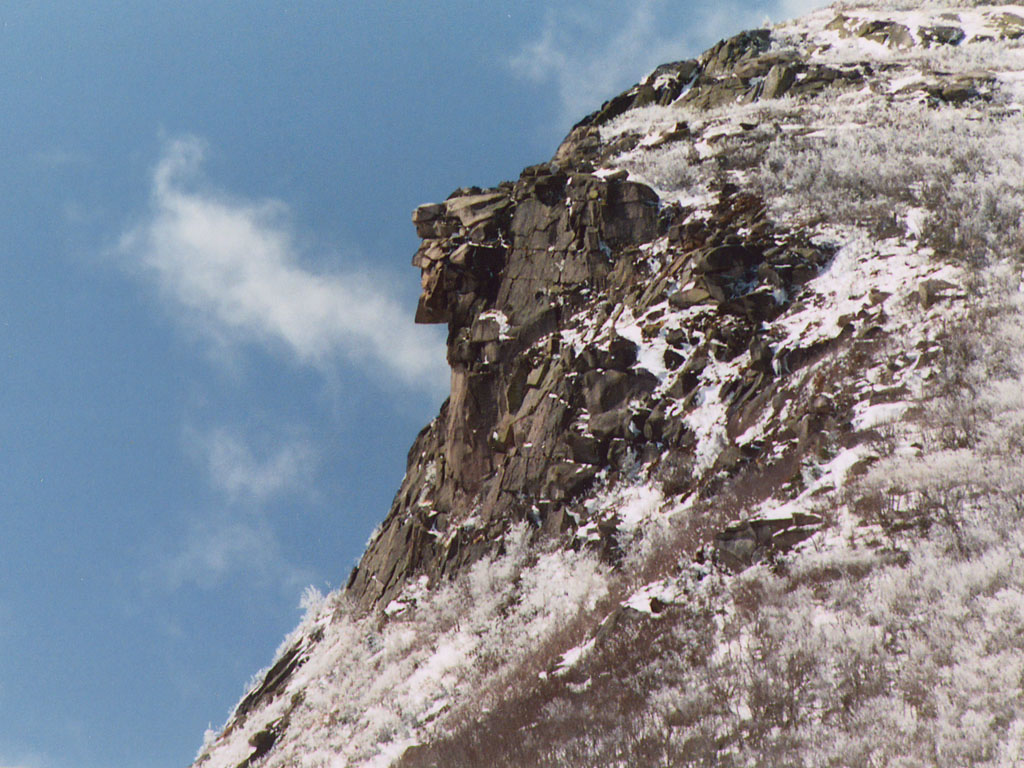
Der „alte Mann des Berges“ am 26. April 2003, wenige Tage vor seinem Einsturz

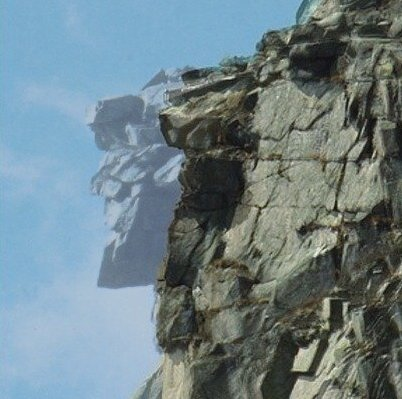
Zum Vergleich vor und nach dem Kollaps

Der Old Man of the Mountain („Der alte Mann des Berges“) war eine charakteristische Felsformation im Bergland des US-amerikanischen Bundesstaats New Hampshire. Sie wurde am 3. Mai 2003 durch einen natürlichen Felssturz zerstört.
Die Formation setzte sich aus fünf überhängenden Granitfelsen zusammen, die sich von einem bestimmten Standpunkt nahe dem See Lake Profile besehen deutlich erkennbar zum Profil eines alten Mannes zusammenfügten. Das „Gesicht“ wurde um 1805 von den Landvermessern Francis Whitcomb und Luke Brooks entdeckt. Berühmt wurde der „alte Mann“ durch einen Ausspruch des Redners und Politikers Daniel Webster:
„Menschen hängen Schilder auf, um auf ihr Handwerk hinzuweisen: Schuhmacher hängen einen riesenhaften Schuh vor ihrem Geschäft aus, Juweliere eine Monster-Uhr, Zahnärzte einen Goldzahn. Doch in den Bergen New Hampshires hat Gott der Allmächtige ein Schild aufgehängt, um zu zeigen, dass Er hier Menschen macht“
Nathaniel Hawthorne stellte den alten Mann in den Mittelpunkt seiner Kurzgeschichte The Great Stone Face (1850) und bezeichnete ihn darin als „Werk der Natur in einer Laune majestätischer Verspieltheit“.

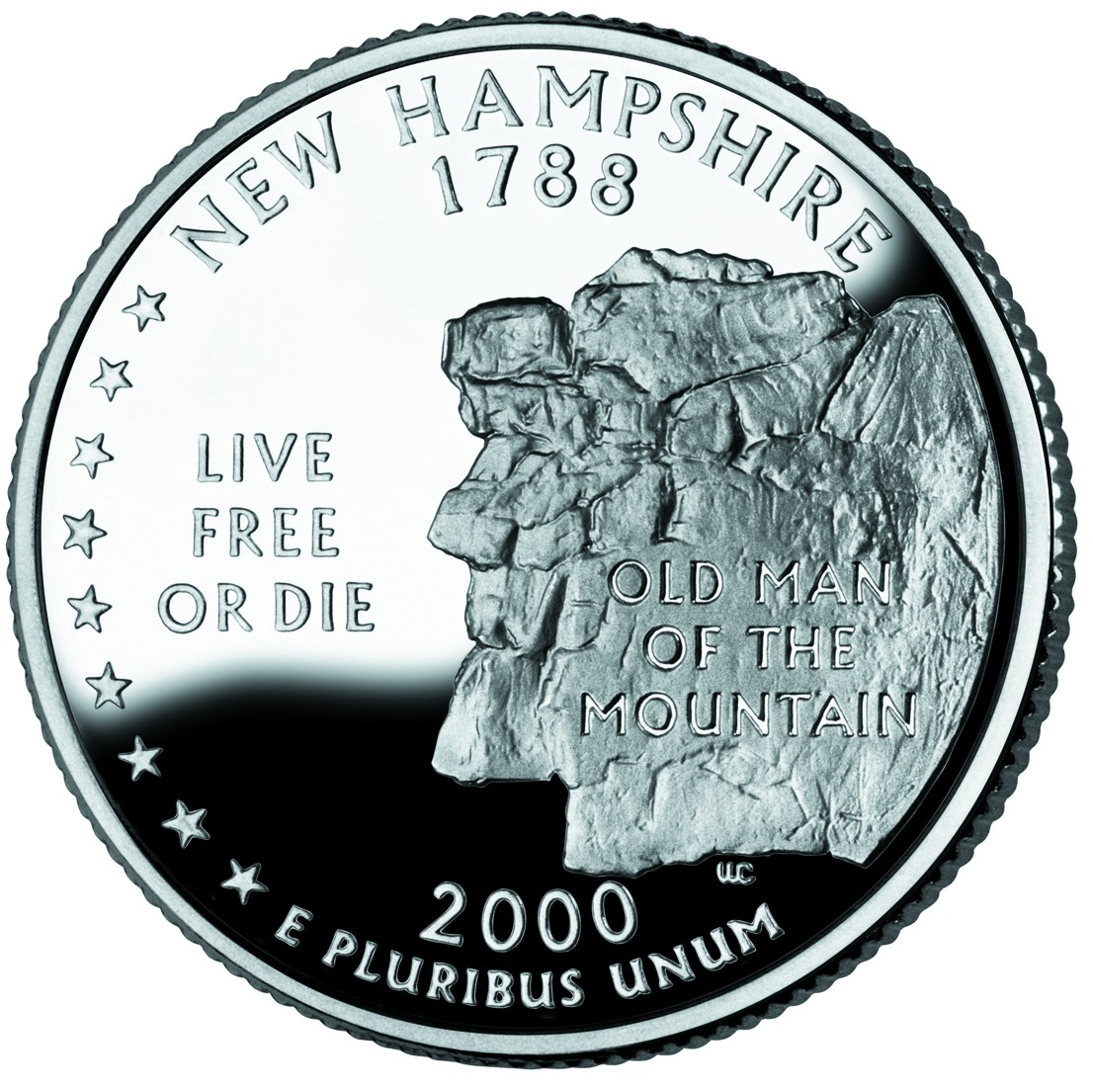
Der „alte Mann“ auf dem state quarter New Hampshires

Schon im 19. Jahrhundert entwickelte sich das Felsgesicht zu einem Touristenmagneten. Es wurde auch von mehreren amerikanischen Präsidenten aufgesucht, so 1869 von Ulysses S. Grant und 1955 anlässlich des 150. „Geburtstags“ von Dwight D. Eisenhower. 1945 wurde der „alte Mann“ offiziell zum bundesstaatlichen Symbol von New Hampshire erhoben. Es erschien 1955 als Motiv auf einer Briefmarke in einer Serie der amerikanischen Post, auf denen die amerikanischen Bundesstaaten mit ihren Wahrzeichen und Wahlsprüchen vorgestellt wurden, im Jahr 2000 dann auf dem State Quarter New Hampshires.
Trotz jahrzehntelanger Erhaltungsmaßnahmen wurde die Felsformation am 3. Mai 2003 durch einen Felssturz als Folge natürlicher Erosionsprozesse zerstört.
Im Juni 2011 wurden auf der nahen Old Man Profiler Plaza sieben eiserne Skulpturen mit dem Konterfei des zerbrochenen Fels-Originals auf Granitblöcke montiert. Je nach eigener Körpergröße und gewähltem Standpunkt auf der Plaza kann man das eiserne Profil des Old Man wieder optisch an den Berghang „montieren“. Der Platz selbst wurde mit Granitplatten belegt, auf den die Namen der Plaza-Spender eingemeißelt sind.